# Cầu thủ xuất sắc nhất năm của Sir Matt Busby
Giải thưởng "Những cầu thủ xuất sắc nhất năm của Sir Matt Busby" trước có tên gọi là: "Cầu thủ MUFC của năm" (1988-1995) do người hâm mộ bình chọn trong một mùa giải, là một giải thưởng cao quý dành cho cầu thủ xuất sắc nhất năm của Manchester United. Nó được đặt tên để ghi nhận công lao to lớn của cựu HLV Manchester United đó là ông Sir Matt Busby. Người mà dẫn dắt Manchester United trong hai giai đoạn 1945-1969 và 1970-1971. Giải thưởng này đổi tên năm 1996 sau cái chết của ông năm 1994. Đó là một danh hiệu được ủy quyền, chuyên nghiệp và là một bản sao thu nhỏ của bức tượng của Busby ở cuối phía đông Sân Old Trafford.
Người chiến thắng đầu tiên của giải thưởng là Brian McClair vào năm 1988, cũng đã trở thành cầu thủ đầu tiên giành chiến thắng hai lần khi ông đã giành được trong năm 1992. Kể từ đó, hơn năm cầu thủ đã giành được giải thưởng nhiều hơn một lần, trong đó có ba cầu thủ đã giành được nó trong hai mùa giải liên tiếp đó là: Roy Keane (1999, 2000), Ruud van Nistelrooy (2002, 2003) và Cristiano Ronaldo (2007, 2008). Ronaldo giành chiến thắng năm 2008 khiến anh trở thành cầu thủ đầu tiên nhận giải thưởng ba lần, cũng đã giành được trong năm 2004. David de Gea là cầu thủ xuất sắc năm hiện tại, sau khi giành được giải thưởng vào năm 2014.

## Danh sách cầu thủ đoạt giải

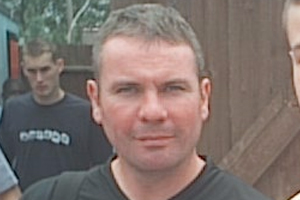
Brian McClair là cầu thủ đầu tiên đoạy giải thưởng vào năm 1988.

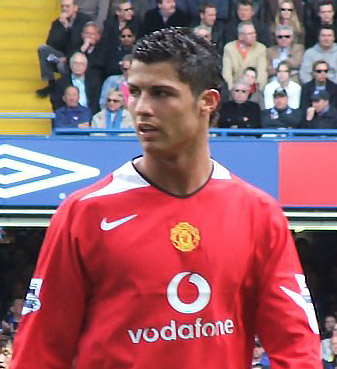
Cristiano Ronaldo là cầu thủ đầu tiên đoạt giải thưởng 3 lần

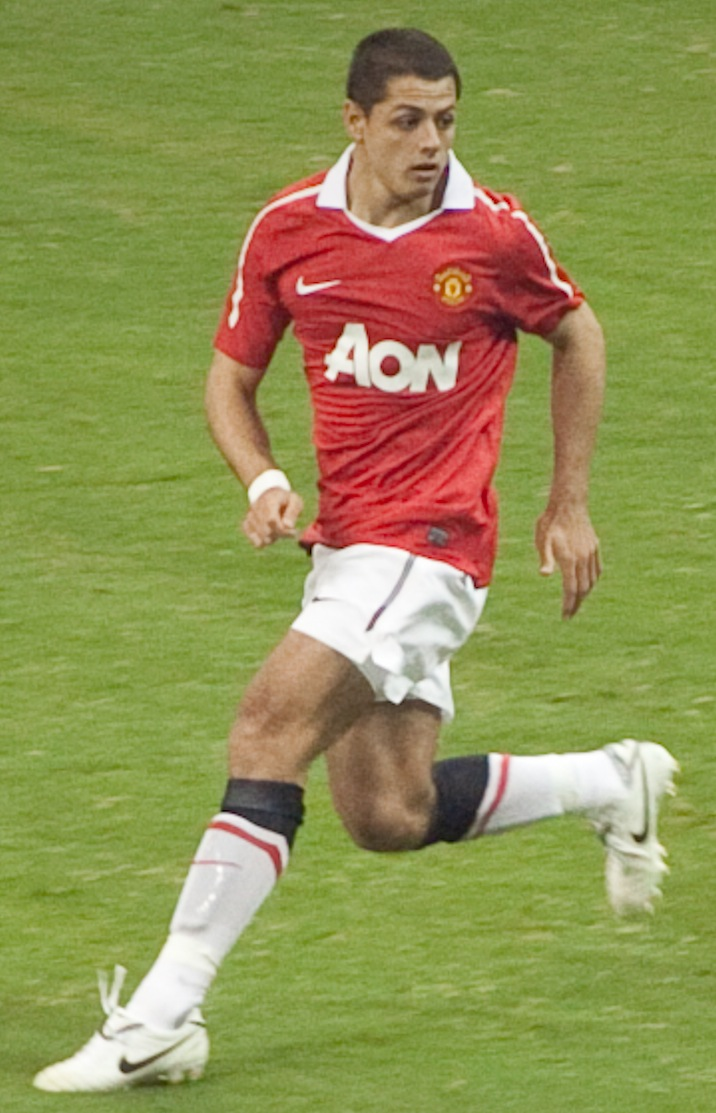
Javier Hernández là cầu thủ Bắc Mỹ đầu tiên đoạt giải thưởng vào năm 2011.

Tên cầu thủ hiện vẫn còn chơi cho Manchester United được in đậm.
| Mùa giải  | Tên                 | Quốc tịch   | Vị trí   | Ghi chú                                    | Ref.        |
| --------- | ------------------- | ----------- | -------- | ------------------------------------------ | ----------- |
| 1987–88   | Brian McClair       | Scotland    | Tiền đạo |                                            | [ 1 ]       |
| 1988–89   | Bryan Robson        | Anh         | Tiền vệ  | Cầu thủ người Anh đầu tiên đoạt giải       |             |
| 1989–90   | Gary Pallister      | Anh         | Hậu vệ   |                                            | [ 1 ]       |
| 1990–91   | Mark Hughes         | Wales       | Tiền đạo |                                            | [ 2 ]       |
| 1991–92   | Brian McClair       | Scotland    | Tiền đạo | Cầu thủ đầu tiên dành giải thưởng 2 lần    |             |
| 1992–93   | Paul Ince           | Anh         | Tiền vệ  |                                            |             |
| 1993–94   | Eric Cantona        | Pháp        | Tiền đạo | Cầu thủ ngoài Vương Quốc Anh đoạt giải     |             |
| 1994–95   | Andrei Kanchelskis  | Nga         | Tiền vệ  |                                            |             |
| 1995–96   | Eric Cantona        | Pháp        | Tiền đạo |                                            |             |
| 1996–97   | David Beckham       | Anh         | Tiền vệ  |                                            |             |
| 1997–98   | Ryan Giggs          | Wales       | Tiền vệ  |                                            | [ 3 ]       |
| 1998–99   | Roy Keane           | Ireland     | Tiền vệ  |                                            |             |
| 1999–2000 | Roy Keane           | Ireland     | Tiền vệ  | Cầu thủ đầu tiên đoạt giải 2 năm liên tiếp |             |
| 2000–01   | Teddy Sheringham    | Anh         | Tiền đạo |                                            | [ 4 ]       |
| 2001–02   | Ruud van Nistelrooy | Hà Lan      | Tiền đạo |                                            | [ 1 ]       |
| 2002–03   | Ruud van Nistelrooy | Hà Lan      | Tiền đạo |                                            |             |
| 2003–04   | Cristiano Ronaldo   | Bồ Đào Nha  | Tiền vệ  |                                            | [ 1 ]       |
| 2004–05   | Gabriel Heinze      | Argentina   | Hậu vệ   | Cầu thủ ngoài châu Âu đầu tiên đoạt giải   | [ 1 ]       |
| 2005–06   | Wayne Rooney        | Anh         | Tiền đạo |                                            | [ 4 ]       |
| 2006–07   | Cristiano Ronaldo   | Bồ Đào Nha  | Tiền vệ  |                                            | [ 5 ]       |
| 2007–08   | Cristiano Ronaldo   | Bồ Đào Nha  | Tiền vệ  | Cầu thủ đầu tiên đoạt giải lần 3           | [ 4 ] [ 6 ] |
| 2008–09   | Nemanja Vidić       | Serbia      | Hậu vệ   |                                            | [ 7 ]       |
| 2009–10   | Wayne Rooney        | Anh         | Tiền đạo |                                            | [ 4 ]       |
| 2010–11   | Javier Hernández    | México      | Tiền đạo | Cầu thủ Bắc Mỹ đầu tiên đoạt giải          | [ 1 ]       |
| 2011–12   | Antonio Valencia    | Ecuador     | Tiền vệ  |                                            | [ 8 ]       |
| 2012–13   | Robin van Persie    | Hà Lan      | Tiền đạo |                                            | [ 9 ]       |
| 2013–14   | David de Gea        | Tây Ban Nha | Thủ môn  | Thủ môn đầu tiên đoạt giải                 | [ 10 ]      |
| 2014–15   | David de Gea        | Tây Ban Nha | Thủ môn  |                                            | [ 11 ]      |
| 2015–16   | David de Gea        | Tây Ban Nha | Thủ môn  | Cầu thủ đầu tiên đoạt giải 3 năm liên tiếp |             |
| 2016–17   | Ander Herrera       | Tây Ban Nha | Tiền vệ  |                                            |             |
| 2017–18   | David de Gea        | Tây Ban Nha | Thủ môn  | Cầu thủ đầu tiên đoạt giải lần 4           | [ 12 ]      |
| 2018–19   | Luke Shaw           | Anh         | Hậu vệ   |                                            | [ 13 ]      |
| 2019-20   | Bruno Fernandes     | Bồ Đào Nha  | Tiền vệ  |                                            |             |
| 2020-21   | Bruno Fernandes     | Bồ Đào Nha  | Tiền vệ  |                                            |             |

### Xếp hạng cầu thủ dành danh hiệu
| Cầu thủ             | Số lần | Các năm                |
| ------------------- | ------ | ---------------------- |
| David de Gea        | 4      | 2014, 2015, 2016, 2018 |
| Cristiano Ronaldo   | 3      | 2004, 2007, 2008       |
| Brian McClair       | 2      | 1988, 1992             |
| Eric Cantona        | 2      | 1994, 1996             |
| Roy Keane           | 2      | 1999, 2000             |
| Ruud van Nistelrooy | 2      | 2002, 2003             |
| Wayne Rooney        | 2      | 2006, 2010             |
| Bryan Robson        | 1      | 1989                   |
| Gary Pallister      | 1      | 1990                   |
| Mark Hughes         | 1      | 1991                   |
| Paul Ince           | 1      | 1993                   |
| Andrei Kanchelskis  | 1      | 1995                   |
| David Beckham       | 1      | 1997                   |
| Ryan Giggs          | 1      | 1998                   |
| Teddy Sheringham    | 1      | 2001                   |
| Gabriel Heinze      | 1      | 2005                   |
| Nemanja Vidić       | 1      | 2009                   |
| Javier Hernández    | 1      | 2011                   |
| Antonio Valencia    | 1      | 2012                   |
| Robin van Persie    | 1      | 2013                   |
| Ander Herrera       | 1      | 2017                   |
| Luke Shaw           | 1      | 2019                   |

### Thống kê theo vị trí thi đấu
| Vị trí   | Số Cầu thủ |
| -------- | ---------- |
| Thủ môn  | 4          |
| Hậu vệ   | 3          |
| Tiền vệ  | 12         |
| Tiền đạo | 12         |

### Xếp hạng theo quốc gia
| Quốc tịch   | Số cầu thủ |
| ----------- | ---------- |
| Anh         | 8          |
| Tây Ban Nha | 5          |
| Bồ Đào Nha  | 5          |
| Hà Lan      | 3          |
| Pháp        | 2          |
| Ireland     | 2          |
| Scotland    | 2          |
| Wales       | 2          |
| Argentina   | 1          |
| Nga         | 1          |
| Serbia      | 1          |
| México      | 1          |
| Ecuador     | 1          |